# Slalom
Slalom (dawniej: slalom specjalny) – olimpijska konkurencja narciarska, rozgrywana zarówno przez kobiety, jak i mężczyzn, jedna z podstawowych obok zjazdu i slalomu giganta.

## Trasa i aktualne przepisy FIS
W porównaniu do innych dyscyplin narciarstwa alpejskiego rozgrywana jest na najkrótszej trasie, o proporcjonalnie największej liczbie zmian kierunku jazdy. Na konkurencję składają się dwa przejazdy na dwóch różnych trasach wyznaczonych bramkami. 
Zgodnie z przepisami FIS bramka slalomowa w narciarstwie składa się z dwóch tyczek jednego koloru, które są ustawione na przemian: czerwone – niebieskie. Wewnętrzna tyczka (bliższa osi przejazdu) to tzw. tyczka skrętu. Szerokość bramki wynosi 4–6 m. Rozróżnia się:
- bramki otwarte (linia łącząca tyczki w bramce jest zbliżona do linii poziomej),
- bramki zamknięte (linia łącząca tyczki w bramce jest zbliżona do linii spadku stoku),
- układy bramkowe (wertikal, łokieć, układ z bramką opóźniającą).

Najmniejsza odległość między kolejnymi bramkami w kombinacjach bramkowych wynosi 0,75 m. Odległość od tyczki skrętu jednej bramki do tyczki skrętu drugiej bramki nie może być mniejsza od 6 m, a większa od 13 m. Pewne odstępstwa od tej zasady dotyczą układu z bramką opóźniającą.
Przy wyznaczaniu trasy przejazdu wymagana jest różnica wzniesień: w zawodach najwyższej rangi (ZIO, MŚ, PŚ): mężczyźni – 180–220 m, kobiety – 140–220 m. W pozostałych zawodach: mężczyźni – 140–220 m, kobiety – 120–200 m. Liczba bramek na trasie slalomu jest zależna od różnicy wysokości między startem a metą. Liczba bramek, a właściwie zmian kierunku (nie zawsze bramka zmienia kierunek jazdy) wynosi 30–35% różnicy poziomów +/- 3 zmiany kierunku. Bramki, czyli wynosi od 55 do 75 dla mężczyzn i od 45 do 60 dla kobiet. Trasa przejazdu składa się z typowych figur slalomowych, wyznaczonych przez bramki. 
O zwycięstwie decyduje najmniejsza suma czasów. W zawodach wyższej rangi stosuje się często ograniczenie liczby startujących w drugim przejeździe. Zawodników obowiązują kaski.
Trasa przejazdu winna stanowić możliwie wszechstronny sprawdzian umiejętności płynnego i precyzyjnego wykonywania skrętów o różnym promieniu, od śmigu stosowanego na wertikalu do pełnych, podkręconych skrętów na rozstawionych bramkach otwartych. Zawody w tej konkurencji rozgrywane są w jednym dniu, w dwóch przejazdach na dwóch różnych trasach (inne ustawienie bramek). Kolejność startu w pierwszym przejeździe ustalana jest na podstawie punktowych list klasyfikacyjnych FIS, a w drugim przejeździe – według czasów uzyskanych w pierwszym przejeździe, w kolejności odwrotnej do zajmowanych miejsc. Pomiar czasu jest elektroniczny (z dokładnością do 0,01 s). Najważniejszym błędem karanym dyskwalifikacją jest ominięcie bramki lub „wzięcie” tyczki między nogi (obie narty nie przecinają linii bramki). O końcowej kolejności decyduje suma czasów w dwóch przejazdach.
Slalom jest również jednym ze składników klasycznej kombinacji alpejskiej i superkombinacji. Rozgrywany jest również slalom równoległy.

## Historia
Po raz pierwszy w programie mistrzostw świata w narciarstwie alpejskim slalom specjalny pojawił się w 1931 roku w Mürren, a pierwszymi mistrzami świata w tej dyscyplinie zostali Esmé MacKinnon i David Zogg. 
17 lat później, podczas igrzysk olimpijskich w Sankt Moritz konkurencja ta znalazła się po raz pierwszy w programie olimpijskim, a pierwszymi tryumfatorami zostali Szwajcar Edy Reinalter i Amerykanka Gretchen Fraser.
Małą Kryształową Kulę w slalomie specjalnym najwięcej razy zdobywali: wśród mężczyzn Szwed Ingemar Stenmark 8-krotnie (w tym: jeden raz ex aequo) oraz Szwajcarka Vreni Schneider, która 6-krotnie triumfowała w rywalizacji kobiet.

## Polacy w slalomie
Reprezentanci Polski dotychczas nie zdobywali medali w tej konkurencji podczas najważniejszych imprez. Najlepszym osiągnięciem są 2 zwycięstwa w zawodach o Puchar Świata: Andrzeja Bachledy-Curusia podczas zawodów zaliczanych do Pucharu Świata w Banff 19 lutego 1972] roku oraz triumf Doroty Tlałki-Mogore w Madonna di Campiglio 14 grudnia 1984 roku.